# Brighton & Hove Albion
Brighton & Hove Albion (offiziell: Brighton & Hove Albion Football Club) – auch bekannt als The Seagulls (deutsch Die Möwen) – ist ein englischer Fußballverein aus dem südenglischen Brighton and Hove. Brighton & Hove Albion spielt seit der Saison 2017/18 in der Premier League.

## Verein
Der bekannteste ehemalige Spieler des Vereins ist Mark Lawrenson, der später für eine Rekordablösesumme zum FC Liverpool wechselte.
Im Jahr 1983 erreichte der Verein das FA-Cup-Finale, das am 26. Mai erst im Wiederholungsspiel (2:2 n. V. und 4:0 Wdh.) gegen Manchester United verloren ging. Außerdem spielte die Mannschaft von 1979 bis 1983 in der damals erstklassigen Football League First Division. Zudem gewann die Mannschaft 1910 als Meister der Southern League den FA Community Shield gegen Aston Villa.
Heimstadion war bis zum Jahr 1997 der Goldstone Ground im Ortsteil Hove. Mit 36.747 Zuschauern verzeichnete der Verein den besten Besuch am 27. Dezember 1958 bei seinem Spiel gegen den FC Fulham. Pläne für ein neues Stadion konnten längere Zeit nicht verwirklicht werden. Deshalb fanden die Heimspiele im Withdean Stadium statt, einem der letzten Stadien im englischen Profifußball, das über eine Laufbahn verfügte. Withdean ist ein etwas nördlicher vom Zentrum gelegener Ortsteil von Brighton. Seit Beginn der Saison 2011/12 trägt der Club seine Heimspiele in der Football League Championship im neuen Falmer Stadium aus. Dieser mit Sponsorenhilfe als American Express Community Stadium (kurz: 'The Amex') errichtete Stadionneubau in der Nähe des Dorfes Falmer und des Campus der University of Sussex am nordwestlichen Stadtrand von Brighton bietet Platz für 30.750 Zuschauer.
Die Mannschaft spielt in blau-weiß gestreiften Trikots. In der Saison 2005/06 belegte Brighton den letzten Platz in der Football League Championship und stieg in die Football League One ab. Zuletzt belegten die Seagulls in der Saison 2007/08 den siebten Tabellenplatz und schrammten nur knapp an den Relegationsspielen um den Aufstieg vorbei. Im League Cup besiegte die Mannschaft überraschend Manchester City im Elfmeterschießen mit 5:3.
Am 12. April 2011 besiegelte das Team von Gustavo Poyet fünf Ligaspiele vor Saisonende durch einen 4:3-Heimsieg gegen Dagenham & Redbridge den erneuten Aufstieg in die zweithöchste englische Profi-Spielklasse, die Football League Championship. Der Aufsteiger belegte in der Saison 2011/12 einen guten zehnten Platz, der in der Folgespielzeit mit Rang vier noch überboten wurde. Dadurch qualifizierten sich die Seagulls für die Aufstiegsspiele zur Premier League, was sie in der Saison 2013/14 wiederholten – beide Male jedoch scheiterten.
Am 17. April 2017 besiegelte die Mannschaft durch einen 2:1-Sieg gegen Wigan Athletic zum ersten Mal in der Vereinsgeschichte den Aufstieg in die Premier League. Durch das 1:1 im Nachholspiel am 24. Mai 2023 gegen den bereits sicheren Meister Manchester City konnten die Seagulls Platz sechs in der Saison 2022/23 nicht mehr verlieren und spielen somit erstmals europäisch: Gruppenphase der Europa League 2023/24.

## Kader der Saison 2024/25
- Stand: 25. April 2025[2]

| Nr.        | Nat.           | Name               | Geburtstag | im Verein seit |     |     |
| Tor        | Tor            | Tor                | Tor        | Tor            | Tor | Tor |
| ---------- | -------------- | ------------------ | ---------- | -------------- | --- | --- |
| 01         | Niederlande    | Bart Verbruggen    | 18.08.2002 | 2023           |     |     |
| 23         | England        | Jason Steele       | 18.08.1990 | 2018           |     |     |
| 37         | Kanada         | Tom McGill         | 25.03.2000 | 2022           |     |     |
| 38         | Irland         | Killian Cahill     | 03.11.2003 | 2022           |     |     |
| 39         | England        | Carl Rushworth     | 02.07.2001 | 2023           |     |     |
| Abwehr     |                |                    |            |                |     |     |
| 02         | Ghana          | Tariq Lamptey      | 30.09.2000 | 2020           |     |     |
| 03         | Brasilien      | Igor Julio         | 07.02.1998 | 2023           |     |     |
| 04         | England        | Adam Webster       | 04.01.1995 | 2019           |     |     |
| 05         | England        | Lewis Dunk         | 21.11.1991 | 2010           |     |     |
| 16         | Irland         | Eiran Cashin       | 09.11.2001 | 2025           |     |     |
| 24         | Turkei         | Ferdi Kadıoğlu     | 07.10.1999 | 2024           |     |     |
| 29         | Niederlande    | Jan Paul van Hecke | 08.06.2000 | 2020           |     |     |
| 30         | Ecuador        | Pervis Estupiñán   | 21.01.1998 | 2022           |     |     |
| 34         | Niederlande    | Joël Veltman       | 15.01.1992 | 2020           |     |     |
| Mittelfeld |                |                    |            |                |     |     |
| 06         | England        | James Milner       | 04.01.1986 | 2023           |     |     |
| 07         | England        | Solly March        | 20.07.1994 | 2013           |     |     |
| 08         | Deutschland    | Brajan Gruda       | 31.05.2004 | 2024           |     |     |
| 20         | Kamerun        | Carlos Baleba      | 03.01.2004 | 2023           |     |     |
| 22         | Japan          | Kaoru Mitoma       | 20.05.1997 | 2021           |     |     |
| 25         | Paraguay       | Diego Gómez        | 2003.03.27 | 2025           |     |     |
| 26         | Schweden       | Yasin Ayari        | 06.10.2003 | 2023           |     |     |
| 27         | Niederlande    | Mats Wieffer       | 16.11.1999 | 2024           |     |     |
| 33         | Danemark       | Matt O’Riley       | 21.11.2000 | 2024           |     |     |
| 41         | England        | Jack Hinshelwood   | 11.04.2005 | 2023           |     |     |
| Sturm      |                |                    |            |                |     |     |
| 09         | Brasilien      | João Pedro         | 26.09.2001 | 2023           |     |     |
| 11         | Elfenbeinküste | Simon Adingra      | 01.01.2002 | 2023           |     |     |
| 14         | Frankreich     | Georginio Rutter   | 20.04.2002 | 2024           |     |     |
| 17         | Gambia         | Yankuba Minteh     | 22.07.2004 | 2024           |     |     |
| 18         | England        | Danny Welbeck      | 26.11.1990 | 2020           |     |     |

Unter Vertrag aber nicht im Kader:  Adrian Mazilu

## Trainer
- John Jackson 1901–1905
- Frank Scott-Walford 1905–1908
- Jack Robson 1908–1914
- Charlie Webb 1919–1947
- Tommy Cook 1947
- Don Welsh 1947–1951
- Billy Lane 1951–1961
- George Curtis 1961–1963
- Archie Macaulay 1963–1968
- Freddie Goodwin 1968–1970
- Pat Saward 1970–1973
- Brian Clough 1973–1974
- Peter T. Taylor 1974–1976
- Alan Mullery 1976–1981
- Mike Bailey 1981–1982
- Jimmy Melia 1982–1983
- Chris Cattlin 1983–1986
- Alan Mullery 1986–1987
- Barry Lloyd 1987–1993
- Liam Brady 1993–1995
- Jimmy Case 1995–1996
- Steve Gritt 1996–1998
- Brian Horton 1998–1999
- Jeff Wood 1999
- Micky Adams 1999–2001
- Peter J. Taylor 2001–2002
- Martin Hinshelwood 2002
- Steve Coppell 2002–2003
- Mark McGhee 2003–2006
- Dean Wilkins 2006–2008
- Micky Adams 2008–2009
- Russell Slade 2009
- Gustavo Poyet 2009–2013
- Óscar García 2013–2014
- Sami Hyypiä 2014
- Chris Hughton 2014–2019
- Graham Potter 2019–2022
- Roberto De Zerbi 2022–2024
- Fabian Hürzeler 2024

## Ligazugehörigkeit
- 1920–1958: Football League Third Division
- 1958–1962: Football League Second Division
- 1962–1963: Football League Third Division
- 1963–1965: Football League Fourth Division
- 1965–1972: Football League Third Division
- 1972–1973: Football League Second Division
- 1973–1977: Football League Third Division
- 1977–1979: Football League Second Division
- 1979–1983: Football League First Division
- 1983–1987: Football League Second Division
- 1987/1988: Football League Third Division
- 1988–1996: Football League Second Division
- 1996–2001: Football League Third Division
- 2001/2002: Football League Second Division
- 2002/2003: Football League First Division
- 2003/2004: Football League Second Division
- 2004–2006: Football League Championship
- 2006–2011: Football League One
- 2011–2017: Football League Championship
- seit 2017: Premier League

## Erfolge
- FA Community Shield 1910